# Bitva u Kerkenny
Bitva u Kerkenny byla námořní bitvou druhé světové války ve Středozemním moři. Bitva se uskutečnila v noci 16. dubna 1941 u Kerkenských ostrovů mezi italským a britským námořnictvem.
Počátkem dubna se v Neapoli shromáždil konvoj 4 německých a 1 italské lodě, který měl dopravit posily a zásoby pro Rommelovu ofenzívu, během které zahnal Brity zpět do Egypta. Italská loď Sabaudia měla dopravit střelivo a německé lodě měly dopravit 3000 vojáků a 14 400 tun vojenského materiálu. K ochraně konvoje byly určeny torpédoborce Luca Tarigo, Baleno a Lampo, kterým velel námořní kapitán Pietro de Cristofaro.
Britové se o přípravě tohoto konvoje dozvěděli z Ultra už 11. dubna. Vyslali na Maltu torpédoborce HMS Jervis, HMS Janus, HMS Nubian a HMS Mohawk pod velením námořního kapitána P. J. Macka, aby konvoj napadnul.
Konvoj byl zpozorován a sledován průzkumným letadlem z Malty už ráno 15. dubna. Po setmění vyplula z Malty Mackova skupina a 16. dubna 1941 ve 2 hodiny ráno narazila na italsko-německý konvoj. Podařilo se jí využít překvapení a palebné převahy. V boji, který trval asi 40 minut, byly potopeny torpédoborce Luca Tarigo, Baleno a Lampo, obchodní lodě Sabaudia (1600 brt), Iserlohn (5825 brt), Aegina (4135 brt), Adena (5945 brt). Poškozená obchodní loď Arta (4130 brt) raději najela na břeh. Na britské straně se po zásahu 2 torpéd z Tariga potopil torpédoborec Mohawk.
Mackovi se podařilo zničit celý konvoj, a tak se vrátil zpět na Maltu. Z přepravovaných 3000 vojáků bylo zachráněno pouze 1248. Velitel konvoje Pietro de Cristofaro se potopil spolu s Tarigem. Torpédoborec Lampo se později podařilo vyzvednout, opravit a vrátit do služby.